# Udo Rauchfleisch
Udo Rauchfleisch (* 25. September 1942 in Osnabrück) ist ein Schweizer Klinischer Psychologe und Psychotherapeut der Fachrichtung Psychoanalyse.

## Leben
Rauchfleisch studierte von 1962 bis 1967 Psychologie an den Universitäten Kiel und Lubumbashi. Das Studium beendete er mit dem Diplom. Von 1967 bis 1970 war er als Klinischer Psychologe am Landeskrankenhaus Schleswig tätig. 1970 wurde Rauchfleisch an der Universität Kiel promoviert. Von 1970 bis 1999 war er als Klinischer Psychologe an der Psychiatrischen Universitätspoliklinik Basel tätig. Von 1971 bis 1981 ließ er sich am Institut für Psychoanalyse und Psychotherapie der Deutschen Psychoanalytischen Gesellschaft in Freiburg im Breisgau als Psychoanalytiker ausbilden. 1978 wurde er an der Universität Basel habilitiert und zum außerordentlichen Professor für Klinische Psychologie berufen.
Von 1970 bis 1999 arbeitete er als Leitender Psychologe an der Psychiatrischen Universitätspoliklinik Universitätsspital Basel und seit 1999 zunächst neben der Professur in privater Praxis für Psychotherapie und Beratung. Lehrtätigkeiten übte Rauchfleisch auch am Psychoanalytischen Institut Basel, am Ausbildungszentrum für Psychoanalytische Psychotherapie aus.
2007 wurde Rauchfleisch emeritiert. Seitdem ist er weiter in seiner Praxis tätig.
Udo Rauchfleisch hat selber ein Coming-out erlebt: «Es war ein Entwicklungsprozess über viele Jahre, bis ich meine Homosexualität offen leben konnte.» Er ist dreifacher Vater, mehrfacher Großvater und habe zu seiner ehemaligen Ehefrau einen sehr engen Kontakt.

## Themenbereiche
Seine psychotherapeutische Arbeit mit Delinquenten bzw. dissozialen Patienten beschreibt Rauchfleisch so: „Eine wesentliche Neuorientierung gegenüber der Psychotherapie anderer Patientengruppen muß schließlich auch im Hinblick auf den Einbezug der sozialen Dimension erfolgen. (…) Daraus ergibt sich, daß ein therapeutisches Setting, wie ich es in  der Behandlung von Straffälligen indiziert halte, eine kritische Reflexion des eigenen Berufsverständnisses erfordert. (…) Tatsächlich verstehe ich mein Behandlungskonzept als eine Art ‘psychoanalytische Sozialarbeit’ oder  ‘sozialarbeiterische  Psychoanalyse’.“ Häufig  müsse  man in der Psychotherapie mit Straffälligen Grenzen setzen, müsse sich von diesen Klienten in einer ganz persönlichen Weise herausfordern lassen und dürfe sich nicht scheuen, auf die Einhaltung gewisser Rahmenbedingungen zu bestehen.
Neben Theorie und Praxis der Psychoanalyse gibt Rauchfleisch als Forschungsthemen Dissoziale/antisoziale Persönlichkeiten, Gewalt, Testdiagnostische Methoden, Musikpsychologische Themen, Grenzgebiete Psychologie – Theologie, Homosexualität und Transsexualität – Transidentität an.

## Auszeichnungen
- 2011: Wissenschaftspreis der Margrit-Egnér-Stiftung zum Thema Interpretation und Be-Deutung[5]

## Schriften (Auswahl)

### Monografien
- Mensch und Musik. Versuch eines Brückenschlags zwischen Psychologie und Musik. Amadeus, Winterthur 1986, ISBN 978-3-905049-34-3.
- Kinderpsychologische Tests. Ein Kompendium für Kinderärzte. Enke, Stuttgart 1991 u. Thieme, Stuttgart 2001, ISBN 3-13-126533-7.
- Begleitung und Therapie straffälliger Menschen. Grünewald, Mainz 1991; 4. Auflage: Vandenhoeck & Ruprecht, Göttingen 2013, ISBN 978-3-525-40129-3.
- Christoph Delz (1950–1993). Edition Gravis, Bad Schwalbach 1999
- Menschen in psychosozialer Not. Beratung, Betreuung, Therapie (Sammlung Vandenhoeck). Vandenhoeck & Ruprecht, Göttingen 1996 u. 2. Auflage 2004, ISBN 978-3-525-01431-8.
- Musik schöpfen, Musik hören. Ein psychologischer Zugang. Vandenhoeck & Ruprecht, Göttingen 1996, ISBN 978-3-525-01723-4.
- Außenseiter der Gesellschaft. Psychodynamik und Möglichkeiten zur Psychotherapie Straffälliger. Vandenhoeck & Ruprecht, Göttingen 1999, ISBN 3-525-45843-6.
- Robert Schumann. Eine psychoanalytische Annäherung (=Sammlung Vandenhoeck). Vandenhoeck & Ruprecht, Göttingen 2004, ISBN 3-525-01627-1.
- Schwule, Lesben, Bisexuelle: Lebensweisen, Vorurteile, Einsichten. Vandenhoeck & Ruprecht, Göttingen 2005, ISBN 978-3-525-01425-7.
- Transsexualität – Transidentität. Begutachtung, Begleitung, Therapie. Vandenhoeck & Ruprecht, Göttingen 2006 u. 5. Auflage 2016, ISBN 978-3-647-46270-7.
- Weise, kühn und lebensklug: Chancen und Neubeginn im Alter. Kreuz, Freiburg im Breisgau 2008, ISBN 978-3-7831-3036-2.
- Mein Kind liebt anders. Ein Ratgeber für Eltern homosexueller Kinder. Patmos, Ostfildern 2012, ISBN 978-3-8436-0212-9.
- Anne wird Tom – Klaus wird Lara. Transidentität/Transsexualität verstehen. Patmos, Ostfildern 2013, ISBN 978-3-8436-0427-7.
- L(i)eben mit Borderline. Ein Ratgeber für Angehörige. Patmos, Ostfildern 2015, ISBN 978-3-8436-0636-3.
- Transsexualismus – Genderdysphorie – Geschlechtsinkongruenz – Transidentität: Der schwierige Weg der Entpathologisierung. Vandenhoeck & Ruprecht, Göttingen 2019, ISBN 978-3-525-40516-1.
- Diagnose Borderline. Diagnostik und therapeutische Praxis. Kohlhammer, Stuttgart 2019, ISBN 978-3-17-035997-0.
- Sexuelle Identitäten im therapeutischen Prozess. Zur Bedeutung von Orientierung und Gender. Kohlhammer, Stuttgart 2019, ISBN 978-3-17-036858-3.
- Psychodynamik und Psychotherapie dissozialer Störungen (= Psychodynamik Kompakt). Vandenhoeck & Ruprecht, Göttingen 2020, ISBN 978-3-525-40697-7.
- Sexuelle Orientierungen und Geschlechtsentwicklungen im Kindes- und Jugendalter. Kohlhammer, Stuttgart 2021, ISBN 978-3-17-039211-3.
- Wenn Beziehung abhängig macht. Ein Ratgeber. Patmos, Ostfildern 2021, ISBN 978-3-8436-1341-5.

### Belletristik
- Der Tod der Medea. Himmelstürmer, Hamburg 2017, ISBN 978-3-86361-599-4.
- Mord unter lauter netten Leuten. Himmelstürmer, Hamburg 2017, ISBN 978-3-86361-656-4.
- Schwarz ist der Tod. Himmelstürmer, Hamburg 2018, ISBN 978-3-86361-705-9.
- Narzissten leben gefährlich. Himmelstürmer, Hamburg 2018, ISBN 978-3-86361-708-0.
- Tödliche Gefahr aus dem All. Himmelstürmer, Hamburg 2020, ISBN 978-3-86361-807-0.
- … und plötzlich bist du tot. Himmelstürmer, Hamburg 2020, ISBN 978-3-86361-855-1.
- Hass verjährt nie. Himmelstürmer, Binnen. 2021, ISBN 978-3-86361-876-6.
- Ihr wisst, warum ihr sterben müsst. Himmelstürmer, Binnen 2021, ISBN 978-3-86361-948-0.
- Tod in der Fremde. Himmelstürmer, Binnen 2023, ISBN 978-3-9875806-6-6.